# Jiří Černý (politik KDU-ČSL)
Jiří Černý (* 7. dubna 1951) byl český a československý právník a politik, po sametové revoluci poslanec Sněmovny lidu za KDU-ČSL.

## Biografie
Ve volbách roku 1990 zasedl do Sněmovny lidu (volební obvod Východočeský kraj) za KDU-ČSL. Ve Federálním shromáždění setrval prosince 1991, kdy rezignoval.
V letech 1990-1991 působil jako generální tajemník KDU-ČSL.
Absolvoval Právnickou fakultu Univerzity Karlovy. V roce 1997 se zmiňuje jako člen kontrolní rady České advokátní komory, bytem Havlíčkův Brod.